# Liste der Fregatten der Oliver-Hazard-Perry-Klasse
Die Liste der Fregatten der Oliver-Hazard-Perry-Klasse enthält alle Einheiten der Oliver-Hazard-Perry-Klasse der United States Navy sowie Lizenzbauten. Bei dieser Klasse handelt es sich um Lenkwaffenfregatten. Insgesamt wurden 51 Fregatten für die US Navy gebaut, die jedoch mittlerweile alle außer Dienst gestellt oder an befreundete Marinen abgegeben wurden. Weitere vier Schiffe wurden in den Vereinigten Staaten gebaut und sofort an die Royal Australian Navy abgegeben.

## Bau
Die erste Einheit wurde 1973 bestellt. Im Juni 1975 wurde die erste Perry auf Kiel gelegt. Nach knapp zwei Jahren Bauzeit wurde die erste Einheit im Dezember 1977 in Dienst gestellt.
Das letzte Schiff der Klasse wurde 1984 bestellt. Drei Jahre später wurde sie auf Kiel gelegt. Im August 1989 wurde sie dann in Dienst gestellt.
Ihre Rumpfnummern laufen von FFG-7 bis FFG-16, von FFG-19 bis FFG-34, von FFG-36 bis FFG-43 und von FFG-45 bis FFG-61. Vier Einheiten (FFG-17, FFG-18, FFG-35 und FFG-44) wurden für die Royal Australian Navy in den Vereinigten Staaten gebaut. FFG-1 bis FFG-6 sind den Schiffen der Brooke-Klasse zugeordnet. Bei einer neuen Schiffsklasse läuft die Nummerierung weiter, somit beginnen die Perrys auch nicht bei FFG-1.
Die Perrys wurden in zwei verschiedenen Längen gebaut. Die short-hulls sind kürzer (133,5 Meter), als die moderneren long-hulls (135,9 Meter). Beide Varianten sind aber 13,5 Meter breit. Insgesamt wurden 21 kürzere Einheiten für die US Navy gebaut.
Die Fregatten wurden bei drei verschiedenen Werften gebaut:
| Name der Werft                    | Anzahl |
| --------------------------------- | ------ |
| Bath Iron Works                   | 24     |
| Todd Pacific Shipyards, Seattle   | 9      |
| Todd Pacific Shipyards, San Pedro | 18     |

Die Klasse wurde nicht durch ein klassisches Fregattenmodell ersetzt, sondern durch Littoral Combat Ships der Freedom- und Independence-Klasse.

## Legende
Name und Kennung
In dieser Spalte wird der Name (z. B. “USS Oliver Hazard Perry”), sowie die Kennung (FFG-7) genannt.
Bauwerft
Hier wird angegeben, bei welcher Werft die Fregatte gebaut wurde. BIW steht hierbei für Bath Iron Works, TODS für Todd Pacific Shipyards in Seattle und TODSP steht für Todd Pacific Shipyards in San Pedro.
Kiellegung
Bei der Kiellegung wird das Jahr genannt, in welchem die Fregatte auf Kiel gelegt wurde.
Stapellauf
Hier wird das genaue Datum angegeben, an welchem das Schiff vom Stapel gelassen wurde.
Indienststellung
Diese Spalte gibt das genaue Datum an, wann die Einheit in Dienst gestellt wurde.
Außerdienststellung
Diese Spalte gibt das genaue Datum an, wann die Fregatte bei der US-Navy außer Dienst gestellt wurde.
Art
Diese Spalte gibt an, ob es sich um short- oder long-hull-Einheiten handelt. S steht dabei für die short-hull-Variante und L für die längere long-hull-Version
Bild
Hier ist immer ein Bild der Fregatte zu sehen.
Bemerkung
Die Spalte Bemerkung zeigt weitere Besonderheiten des Schiffes auf, z. B. an welche Marine das Schiff abgegeben wurde.

## Liste der Fregatten der US Navy
| Name und Kennung              | Bau- werft | Kiellegung | Stapellauf    | Indienststellung | Außerdienststellung | Art | Bild | Bemerkung                                                                                              |
| ----------------------------- | ---------- | ---------- | ------------- | ---------------- | ------------------- | --- | ---- | --- |
| Oliver Hazard Perry (FFG-7)   | BIW        | 1975       | 25. Sep. 1976 | 17. Dez. 1977    | 20. Feb. 1997       | S   |      | Typschiff der Klasse                                                                                   |
| McInerney (FFG-8)             | BIW        | 1978       | 4. Nov. 1978  | 19. Nov. 1979    | 31. Aug. 2010       | L   |      | Abgegeben an die pakistanische Marine                                                                  |
| Wadsworth (FFG-9)             | TODSP      | 1977       | 29. Juli 1978 | 28. Feb. 1980    | 28. Juni 2002       | S   |      | Abgegeben an die polnische Marine                                                                      |
| Duncan (FFG-10)               | TODS       | 1977       | 1. März 1978  | 15. Mai 1980     | 17. Dez. 1994       | S   |      | Abgegeben an die türkische Marine                                                                      |
| Clark (FFG-11)                | BIW        | 1978       | 24. März 1979 | 9. Apr. 1980     | 15. März 2000       | S   |      | Abgegeben an die polnische Marine                                                                      |
| George Philip (FFG-12)        | TODSP      | 1977       | 16. Dez. 1978 | 10. Okt. 1980    | 15. März 2003       | S   |      | |
| Samuel Eliot Morison (FFG-13) | BIW        | 1978       | 14. Juli 1979 | 11. Okt. 1980    | 10. Apr. 2002       | S   |      | Abgegeben an die türkische Marine                                                                      |
| Sides (FFG-14)                | TODSP      | 1978       | 19. Apr. 1979 | 30. Apr. 1981    | 28. Feb. 2003       | S   |      | |
| Estocin (FFG-15)              | BIW        | 1979       | 3. Nov. 1979  | 10. Jan. 1981    | 3. Apr. 2003        | S   |      | Abgegeben an die türkische Marine                                                                      |
| Clifton Sprague (FFG-16)      | BIW        | 1979       | 16. Feb. 1980 | 21. März 1981    | 2. Juni 1995        | S   |      | Abgegeben an die türkische Marine                                                                      |
| John A. Moore (FFG-19)        | TODSP      | 1978       | 20. Okt. 1979 | 14. Nov. 1981    | 1. Sep. 2000        | S   |      | Abgegeben an die türkische Marine                                                                      |
| Antrim (FFG-20)               | TODS       | 1978       | 27. März 1979 | 26. Sep. 1981    | 8. Mai 1996         | S   |      | Abgegeben an die türkische Marine                                                                      |
| Flatley (FFG-21)              | BIW        | 1979       | 25. Mai 1980  | 20. Juni 1981    | 11. Mai 1996        | S   |      | Abgegeben an die türkische Marine                                                                      |
| Fahrion (FFG-22)              | TODS       | 1978       | 24. Aug. 1979 | 16. Jan. 1982    | 31. März 1998       | S   |      | Abgegeben an die Marine Ägyptens                                                                       |
| Lewis B. Puller (FFG-23)      | TODSP      | 1979       | 15. März 1980 | 17. Apr. 1982    | 18. Sep. 1998       | S   |      | Abgegeben an die Marine Ägyptens                                                                       |
| Jack Williams (FFG-24)        | BIW        | 1980       | 30. Aug. 1980 | 19. Sep. 1981    | 13. Sep. 1996       | S   |      | Abgegeben an die Marine Bahrains                                                                       |
| Copeland (FFG-25)             | TODSP      | 1979       | 26. Juli 1980 | 7. Aug. 1982     | 18. Sep. 1996       | S   |      | Abgegeben an die Marine Ägyptens                                                                       |
| Gallery (FFG-26)              | BIW        | 1980       | 20. Dez. 1980 | 5. Dez. 1981     | 14. Juni 1996       | S   |      | Abgegeben an die Marine Ägyptens                                                                       |
| Mahlon S. Tisdale (FFG-27)    | TODSP      | 1980       | 7. Feb. 1981  | 27. Nov. 1982    | 27. Sep. 1996       | S   |      | Abgegeben an die türkische Marine                                                                      |
| Boone (FFG-28)                | TODS       | 1979       | 16. Jan. 1980 | 15. Mai 1982     | 23. Feb. 2012       | S   |      | |
| Stephen W. Groves (FFG-29)    | BIW        | 1980       | 4. Apr. 1981  | 17. Apr. 1982    | 24. Feb. 2012       | S   |      | |
| Reid (FFG-30)                 | TODSP      | 1980       | 27. Juni 1981 | 19. Feb. 1983    | 25. Sep. 1998       | S   |      | Abgegeben an die türkische Marine                                                                      |
| Stark (FFG-31)                | TODS       | 1979       | 30. Mai 1980  | 23. Okt. 1982    | 7. Mai 1999         | S   |      | Wurde durch zwei irakische Raketen im Jahr 1987 schwer beschädigt.                                     |
| John L. Hall (FFG-32)         | BIW        | 1981       | 24. Juli 1981 | 26. Juni 1982    | 9. März 2012        | L   |      | |
| Jarrett (FFG-33)              | TODSP      | 1981       | 17. Okt. 1981 | 2. Feb. 1983     | 26. Mai 2011        | L   |      | |
| Aubrey Fitch (FFG-34)         | BIW        | 1981       | 17. Okt. 1981 | 9. Okt. 1982     | 12. Dez. 1997       | S   |      | |
| Underwood (FFG-36)            | BIW        | 1979       | 30. Juli 1981 | 29. Aug. 1983    | 8. März 2013        | L   |      | |
| Crommelin (FFG-37)            | TODS       | 1980       | 2. Juli 1981  | 18. Juni 1983    | 31. Okt. 2012       | L   |      | |
| Curts (FFG-38)                | TODSP      | 1981       | 6. März 1982  | 8. Okt. 1983     | 27. Feb. 2013       | L   |      | Wird an die Mexikanische Marine abgegeben.                                                             |
| Doyle (FFG-39)                | BIW        | 1981       | 22. Mai 1982  | 21. Mai 1983     | 29. Juli 2011       | L   |      | |
| Halyburton (FFG-40)           | TODS       | 1980       | 13. Okt. 1981 | 7. Aug. 1984     | 6. Sep. 2014        | L   |      | Wird nach der Außerdienststellung an die türkische Marine abgegeben.                                   |
| McClusky (FFG-41)             | TODSP      | 1981       | 18. Sep. 1982 | 10. Dez. 1983    | 14. Jan. 2015       | L   |      | Wird nach der Außerdienststellung an die mexikanische Marine abgegeben.                                |
| Klakring (FFG-42)             | BIW        | 1982       | 18. Sep. 1982 | 20. Aug. 1983    | 22. März 2013       | L   |      | Wird an die Marine Pakistans abgegeben werden.                                                         |
| Thach (FFG-43)                | TODSP      | 1982       | 18. Dez. 1982 | 17. März 1984    | 15. Nov. 2013       | L   |      | Versenkt beim SINKEX 2016.                                                                             |
| De Wert (FFG-45)              | BIW        | 1982       | 18. Dez. 1982 | 19. Nov. 1983    | 4. Apr. 2014        | L   |      | Wird an die Marine Pakistans abgegeben werden.                                                         |
| Rentz (FFG-46)                | TODSP      | 1982       | 16. Juli 1983 | 30. Juni 1984    | 9. Mai 2014         | L   |      | Wird nach der Außerdienststellung an die thailändische Marine abgegeben.                               |
| Nicholas (FFG-47)             | BIW        | 1982       | 23. Apr. 1983 | 10. März 1984    | 17. März 2014       | L   |      | |
| Vandegrift (FFG-48)           | TODS       | 1981       | 15. Okt. 1982 | 24. Nov. 1984    | 19. Feb. 2015       | L   |      | Wird nach der Außerdienststellung an die thailändische Marine abgegeben.                               |
| Robert G. Bradley (FFG-49)    | BIW        | 1982       | 13. Aug. 1983 | 30. Juni 1984    | 28. März 2014       | L   |      | Wird an die Marine Pakistans abgegeben werden.                                                         |
| Taylor (FFG-50)               | BIW        | 1983       | 5. Nov. 1983  | 1. Dez. 1984     | 8. Mai 2015         | L   |      | Wird nach der Außerdienststellung an die Marine Taiwans verkauft.                                      |
| Gary (FFG-51)                 | TODSP      | 1982       | 19. Nov. 1983 | 17. Nov. 1984    | 5. Aug. 2015        | L   |      | Wird nach der Außerdienststellung an die Marine Taiwans verkauft.                                      |
| Carr (FFG-52)                 | TODS       | 1982       | 26. Feb. 1983 | 27. Juli 1985    | 13. März 2013       | L   |      | Wird an die Marine Taiwans verkauft.                                                                   |
| Hawes (FFG-53)                | BIW        | 1983       | 18. Feb. 1984 | 9. Feb. 1985     | 10. Dez. 2010       | L   |      | |
| Ford (FFG-54)                 | TODSP      | 1983       | 23. Juni 1984 | 29. Juni 1985    | 31. Okt. 2013       | L   |      | |
| Elrod (FFG-55)                | BIW        | 1983       | 12. Mai 1985  | 18. Mai 1985     | 30. Jan. 2015       | L   |      | Wird nach der Außerdienststellung an die Marine Taiwans verkauft.                                      |
| Simpson (FFG-56)              | BIW        | 1984       | 31. Aug. 1984 | 9. Nov. 1985     | 29. Sep. 2015       | L   |      | |
| Reuben James (FFG-57)         | TODSP      | 1983       | 8. Feb. 1985  | 22. März 1986    | 1. Aug. 2013        | L   |      | |
| Samuel B. Roberts (FFG-58)    | BIW        | 1984       | 8. Dez. 1984  | 12. Apr. 1986    | 22. Mai 2015        | L   |      | Lief im Jahr 1988 während der Operation Earnest Will auf eine Seemine auf und wurde schwer beschädigt. |
| Kauffman (FFG-59)             | BIW        | 1985       | 29. März 1986 | 28. Feb. 1987    | 18. Sep. 2015       | L   |      | |
| Rodney M. Davis (FFG-60)      | TODSP      | 1982       | 11. Aug. 1986 | 9. Mai 1987      | 23. Jan. 2015       | L   |      | |
| Ingraham (FFG-61)             | TODSP      | 1987       | 25. Juni 1988 | 5. Aug. 1989     | 12. Nov. 2014       | L   |      | 2021 versenkt                                                                                          |

## Weitere Betreiber
Neben Australien ließen auch noch Spanien und die Republik China Schiffe der Oliver-Hazard-Perry-Klasse bauen. Oft werden die bei der US Navy außer Dienst gestellten Einheiten an andere Staaten abgegeben, die den Status eines Major non-NATO ally haben, oder Begünstigte des Foreign Assistance Act sind:
Australien

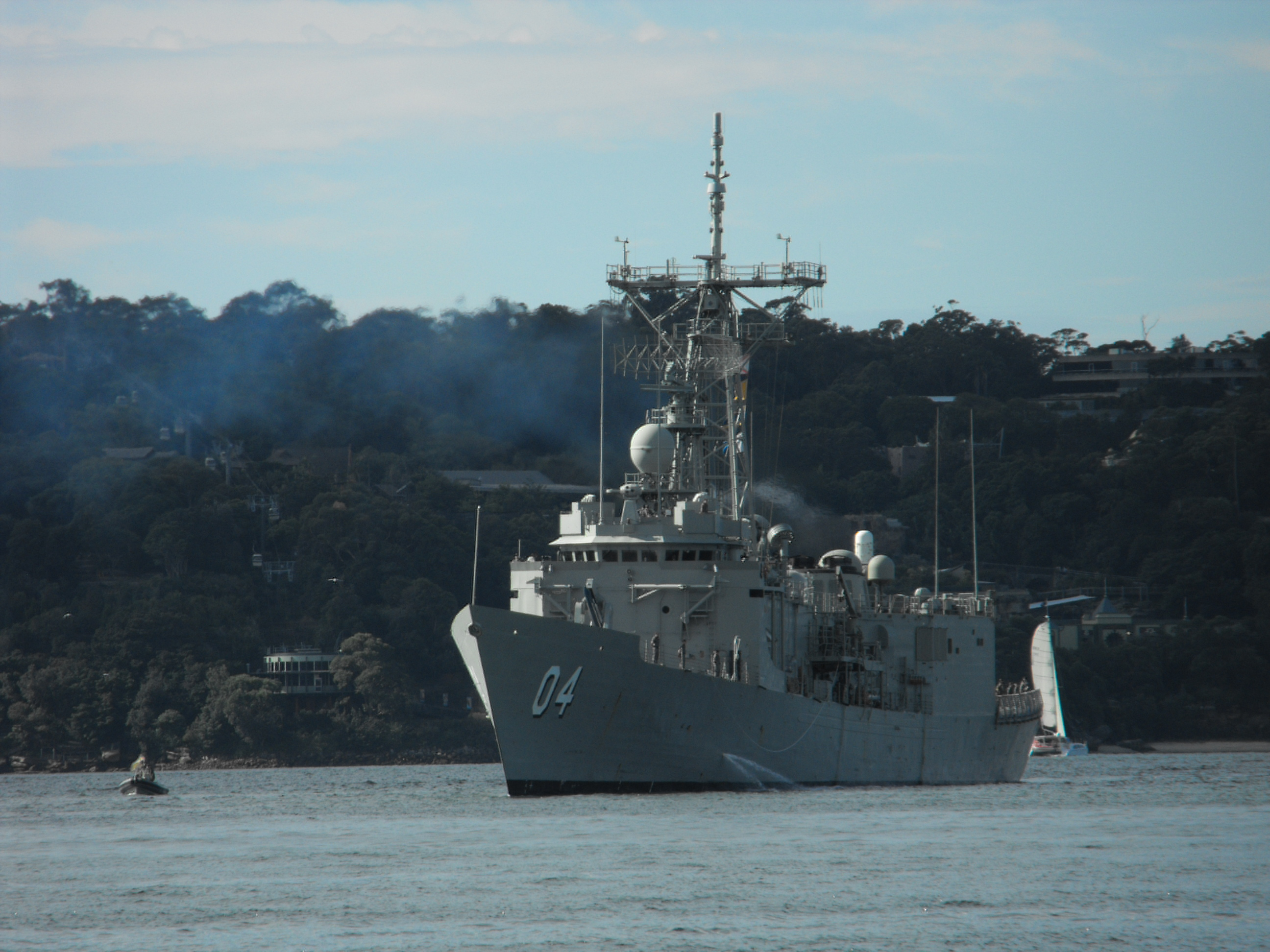
Die Darwin, eine Einheit der Adelaide-Klasse

Die Royal Australian Navy ließ vier Schiffe in den Vereinigten Staaten bauen und baute außerdem später noch selber zwei Einheiten der Adelaide-Klasse. Dabei handelt es sich um FFG-17, FFG-18, sowie um FFG-35 und FFG-44, welche alle bei Todd Pacific Shipyards, Seattle (TODS) gebaut wurden. Die drei short-hull Varianten ließen sie später in die längere Variante umbauen.
Die Schiffe trugen die Namen Adelaide (FFG-17), Canberra (FFG-18), Sydney (FFG-35) und Darwin (FFG-44). Alle wurden ab 2005 bis 2017 nacheinander außer Dienst gestellt, die beiden erstgenannten als künstliche Riffe versenkt, die beiden anderen abgebrochen. Die beiden selbstgebauten Einheiten stehen seit 2020 im Dienst der chilenischen Marine.
Ägypten
Die ägyptische Marine erhielt vier Fregatten: Mubarak (F911) (ex-Copeland), Taba (F916) (ex-Gallery), Scharm asch-Schaich (F901) (ex-Fahrion) und Toushka (F906) (ex-Lewis B. Puller).
Bahrain

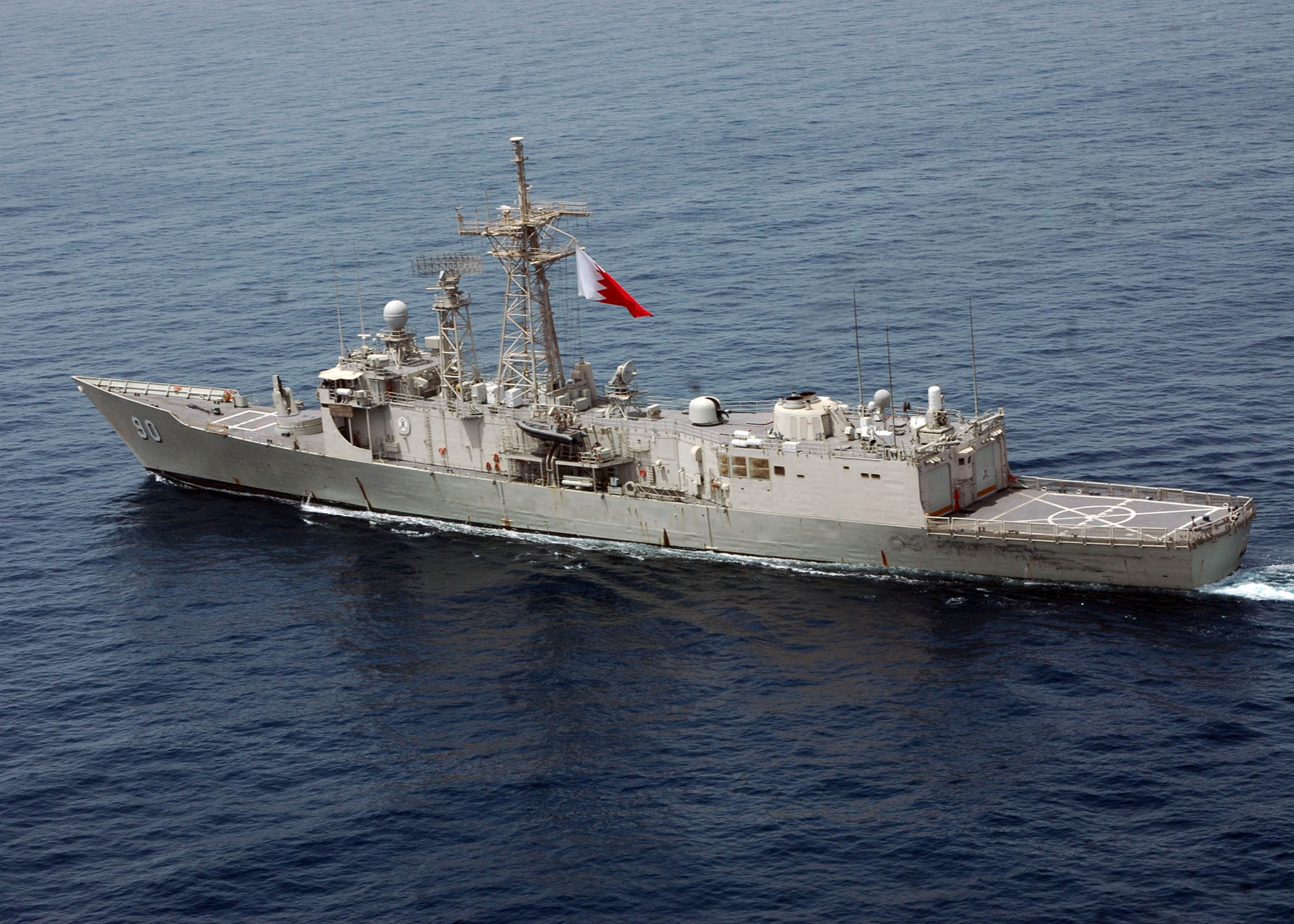
Die Fregatte Sabha der Marine von Bahrain

Die bahrainische Marine erhielt 1996 die ehemalige Jack Williams (FFG-24) und benannte sie in Sabha um.
Mexiko
Die mexikanische Marine wird die ex-Curts (FFG-38) und die McClusky (FFG-41) erhalten. Letztere Einheit wird 2014 außer Dienst gestellt. [veraltet]
Pakistan
Die pakistanische Marine erhielt 2010 eine Fregatte. Die ehemalige McInerney (FFG-8) erhielt noch eine Überholung für 65 Millionen US-Dollar. und wurde dann in Alamgir umbenannt. Zwischen 2014 und 2016 soll Pakistan noch die ex-Klakring (FFG-42), ex-De Wert (FFG-45) und die ex-Robert G. Bradley (FFG-49) erhalten.[veraltet][veraltet][veraltet]
Polen
Polen bekam zwei Schiffe und nannte sie Generał Kazimierz Pułaski und Generał Tadeusz Kościuszko.
Republik China
Die Marine der Republik China baute unter dem Namen Cheng-Kung-Klasse selber acht Einheiten. Im Rahmen des Taiwan Relations Act sollen die Taylor (FFG-50), die Gary (FFG-51), die Carr (FFG-52) und die Elrod (FFG-55) an Taiwan verkauft werden. Die Taylor, Garry und Elrod befinden sich noch im aktiven Dienst, werden aber 2015 außer Dienst gestellt.[veraltet] Die Carr befindet sich schon seit 2013 außer Dienst.
Spanien

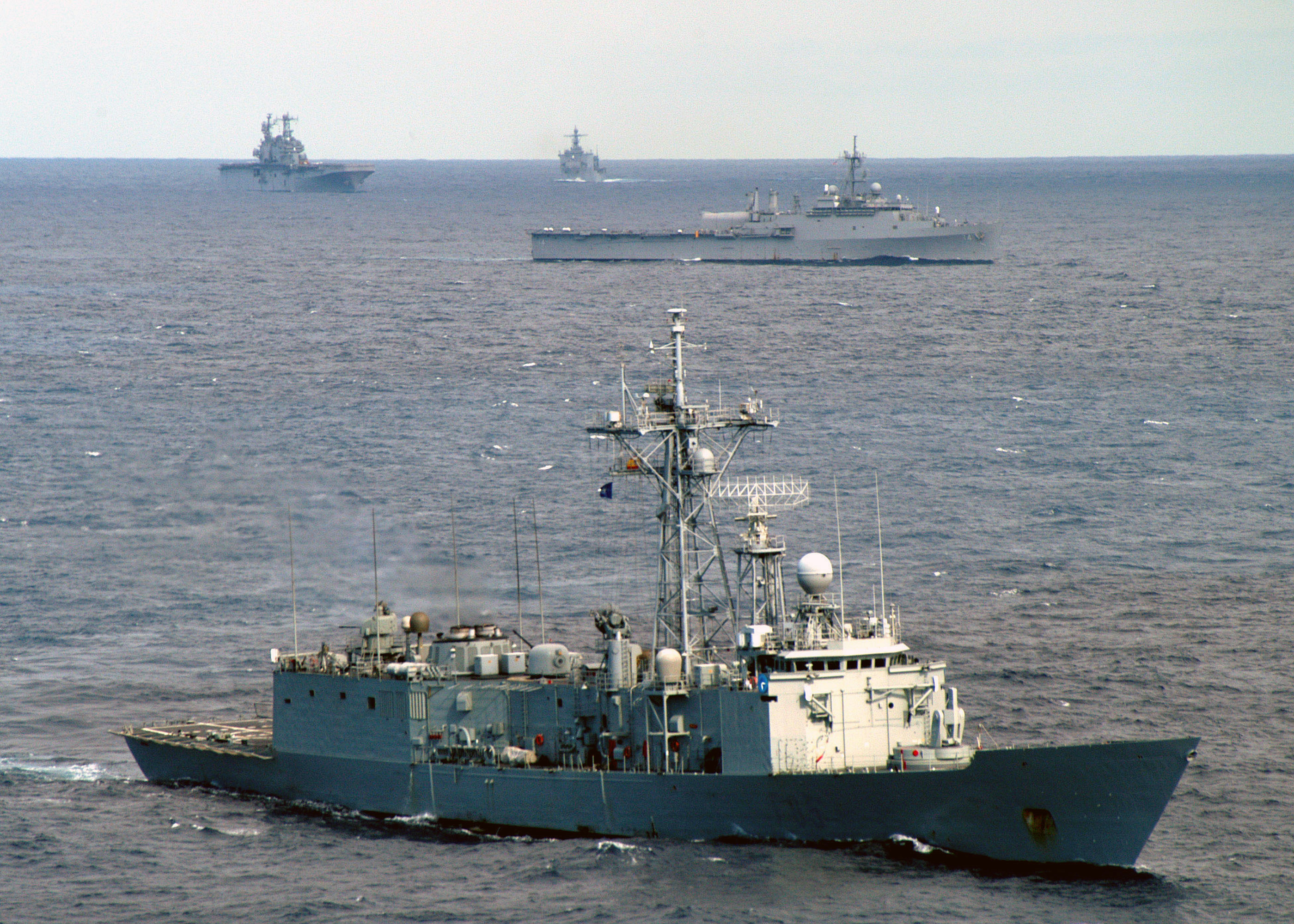
Die Navarra, ein Schiff der Santa-María-Klasse

Spanien baute für ihre Armada Española sechs eigene Fregatten unter dem Namen Santa-Maria-Klasse. Alle sechs Schiffe sind noch aktiv.
Thailand
Die thailändische Marine wird die Rentz (FFG-46), welche 2014 außer Dienst gestellt wird, und die Vandegrift (FFG-48), welche ein Jahr später außer Dienst gestellt wird, erhalten. [veraltet][veraltet]
Türkei
Die türkische Marine erhielt sieben Einheiten, verlängerte die Schiffe und modernisierte sie. Die Fregatten heißen Gaziantep (ex-Clifton Sprague (FFG-16)), Giresun (ex-Antrim (FFG-20)), Gemlik (ex-Flatley (FFG-21)), Gelibolu (ex-Reid (FFG-30)), Gökçeada (ex-Mahlon S. Tisdale (FFG-27)), Gediz (ex-John A. Moore (FFG-19)), Gökova (ex-Samuel E. Morison (FFG 13)) und Gösku (ex-Estocin (FFG-15)). In Zukunft werden noch zwei weitere Schiffe zulaufen. Halyburton (FFG-40), ist schon außer Dienst gestellt, Thach (FFG 43) wurde 2016 bei SIMPEX 2016 versenkt. [veraltet]